# Vulnicura Strings
Vulnicura Strings (Vulnicura: The Acoustic Version – Strings, Voice and Viola Organista Only) è un album di remix della cantautrice islandese Björk, pubblicato nel 2015. Si tratta di una raccolta di versioni acustiche delle tracce dell'album in studio Vulnicura, con l'eccezione della traccia History of Touches. L'album si avvale dell'utilizzo della viola organista, strumento musicale inventato da Leonardo da Vinci.

## Tracce
1. Mouth Mantra – 6:09 (Björk)
2. Lionsong – 6:17 (Björk)
3. Black Lake – 10:08 (Björk)
4. Atom Dance (feat. Antony Hegarty) – 7:46 (Björk, Oddný Eir Ævarsdóttir)
5. Stonemilker – 6:48 (Björk)
6. Quicksand – 4:08 (Björk, Spaces)
7. Notget – 4:41 (Björk, Arca)
8. Family – 17:59 (Björk, Arca) – contiene la traccia nascosta Black Lake (Viola Organista Version)

Bonus track per la versione digitale
1. Black Lake (Viola Organista Version) – 10:55 (Björk)

Bonus track per il Giappone
1. Mouth Mantra (The Haxan Cloak Mix) – 6:24 (Björk)
2. Black Lake (Bloom Remix) – 3:14 (Björk)

Versione vinile
1. Lionsong – 6:17 (Björk)
2. Black Lake – 10:08 (Björk)
3. Mouth Mantra – 6:09 (Björk)
4. Atom Dance (feat. Antony Hegarty) – 7:46 (Björk, Oddný Eir Ævarsdóttir)
5. Stonemilker – 6:48 (Björk)
6. Family – 7:04 (Björk, Arca)
7. Notget – 4:41 (Björk, Arca)
8. Quicksand – 4:08 (Björk, Spaces)